# 宝塚朝鮮初級学校
宝塚朝鮮初級学校（たからづかちょうせんしょきゅうがっこう、다까라즈까조선초급학교）は、かつて学校法人兵庫朝鮮学園が運営していた兵庫県宝塚市にあった朝鮮学校である。生徒数の減少を理由に廃校となった。日本の小学校に相当する教育を行っている各種学校（非一条校）であった。

## 沿革
- 1966年 - 各種学校として認可される
- 2002年 - 伊丹朝鮮初級学校に統合される

## エピソード
- 部活はサッカー部と舞踊部のみであった。
- サッカー部に関しては1990年頃までは宝塚市内でも実力は上位クラスであった。しかし、それ以後は生徒数の減少に伴い成績が伸び悩むことになる。
- 舞踊部に関しては全国の朝鮮学校においても有名であった。全国の朝鮮学校が集まり年に1回開催される中央芸術大会においては毎年のように優秀作品として選出され、高く評価されていた。
- 校舎は木造であり老朽化が著しいものであった。
- 近隣の美座小学校との交流は積極的であった。
- 初級部においては給食はなかった。ただ幼稚班においては給食があった。ボランティアでこられていたおばさんの定番メニューはカレーや焼うどん、クリームシチューのようなスープであった（1990年代前半まで）。

## 学科
- 幼稚班
- 初級部

## 所在地
- 〒665-0834 宝塚市美座2丁目21-69